# Scincella inconspicua
Scincella inconspicua är en ödleart som beskrevs av  Müller 1894. Scincella inconspicua ingår i släktet Scincella och familjen skinkar. Inga underarter finns listade i Catalogue of Life.